# 1192

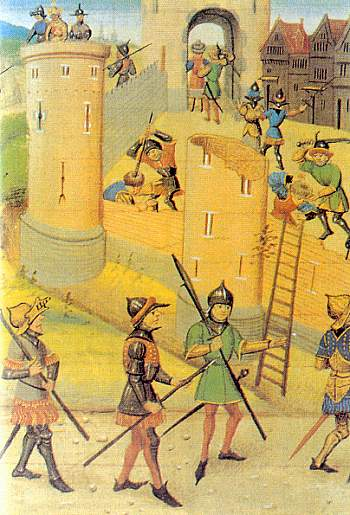
Saladin valt Jaffa aan

Het jaar 1192 is het 92e jaar in de 12e eeuw volgens de christelijke jaartelling.

## Gebeurtenissen
april
- rond april - Bij een stemming voor het koningschap van Jeruzalem kiezen alle edelen voor Koenraad van Monferrato boven Guy van Lusignan. Als compensatie voor het verlies van het koningschap, geeft Richard Leeuwenhart het koninkrijk Cyprus aan Guy van Lusignan.
- 28 - Nog voor hij gekroond kan worden, wordt Koenraad gedood door een Assassijnse aanslag. Enkele dagen later hertrouwt Isabella van Jeruzalem met Hendrik II van Champagne.

juli
- juli - Slag bij Jaffa: Saladin herovert Jaffa, maar verliest het later weer.

augustus
- 21 - Minamoto no Yoritomo krijgt de titel van Sei-itai Shōgun, de hoogste militaire titel in Japan, en vestigt zich te Kamakura. Begin van het shogunaat.

september
- 2 - Verdrag van Jaffa (1192): Richard Leeuwenhart en Saladin komen tot een wapenstilstand van drie jaar. De christenen behouden de kuststrook van Palestina, maar Jeruzalem blijft in moslimhanden, en Askalon wordt aan de moslims teruggegeven. Wel krijgen de christenen een garantie voor ongehinderd bezoek aan Jeruzalem door christelijke pelgrims en kooplieden. Einde van de Derde Kruistocht.
- 22 - Albert van Leuven wordt gewijd tot prins-bisschop van Luik. De wijding vindt plaats in Reims, omdat hij in zijn bisdom niet wordt toegelaten.

oktober
- oktober - Richard Leeuwenhart verlaat het Heilige Land en aanvaardt de thuisreis.

december
- 20 - Koning Richard Leeuwenhart wordt op de terugreis gevangengenomen door Leopold V van Oostenrijk.

zonder datum
- Tweede Slag bij Tarain: Muhammad van Ghor valt opnieuw Prithviraj III van Ajmer aan. Hij wint de strijd, en verovert het gehele rijk van Ajmer.
  - Qutbuddin Aibak verovert in dienst van Muhammad de stad Delhi.
- Paus Celestinus III verklaart in de bul Cum universi dat de Kerk van Schotland onafhankelijk wordt van de aartsbisschop van York en rechtstreeks onder Rome valt.
- De Abdij van Aduard wordt gesticht.
- oudst bekende vermelding: Helvoirt, Ordingen, Perk

## Opvolging
- Bohemen - Wenceslaus II opgevolgd door Ottokar I
- hertogdom Bourgondië - Hugo III opgevolgd door zijn zoon Odo III
- Cyprus - Robert van Sablé (als grootmeester der Tempeliers) opgevolgd door Guy van Lusignan
- Duitse Orde - Sibrand opgevolgd door Gerhard
- Jeruzalem - Koenraad van Monferrato in opvolging van Sibylla en Guy van Lusignan, op zijn beurt opgevolgd door zijn echtgenote Isabella en dier nieuwe echtgenoot Hendrik II van Champagne
- Keulen - Bruno III van Berg opgevolgd door zijn neef Adolf I van Altena
- Luik - Albert van Leuven opgevolgd door Lotharius van Hochstaden
- Monferrato - Koenraad opgevolgd door zijn broer Bonifatius I
- bisdom Osnabrück - Gerhard van Wildesheim in opvolging van Arnold van Altena
- Stiermarken - Ottokar IV opgevolgd door Leopold V van Oostenrijk
- Venetië (doge) - Orio Mastropiero opgevolgd door Enrico Dandolo

## Afbeeldingen

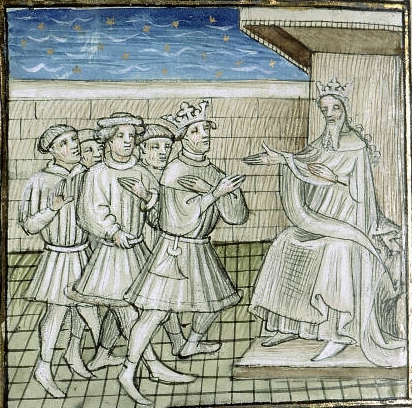
Richard Leeuwenhart schenkt of verkoopt Cyprus aan Guy van Lusignan
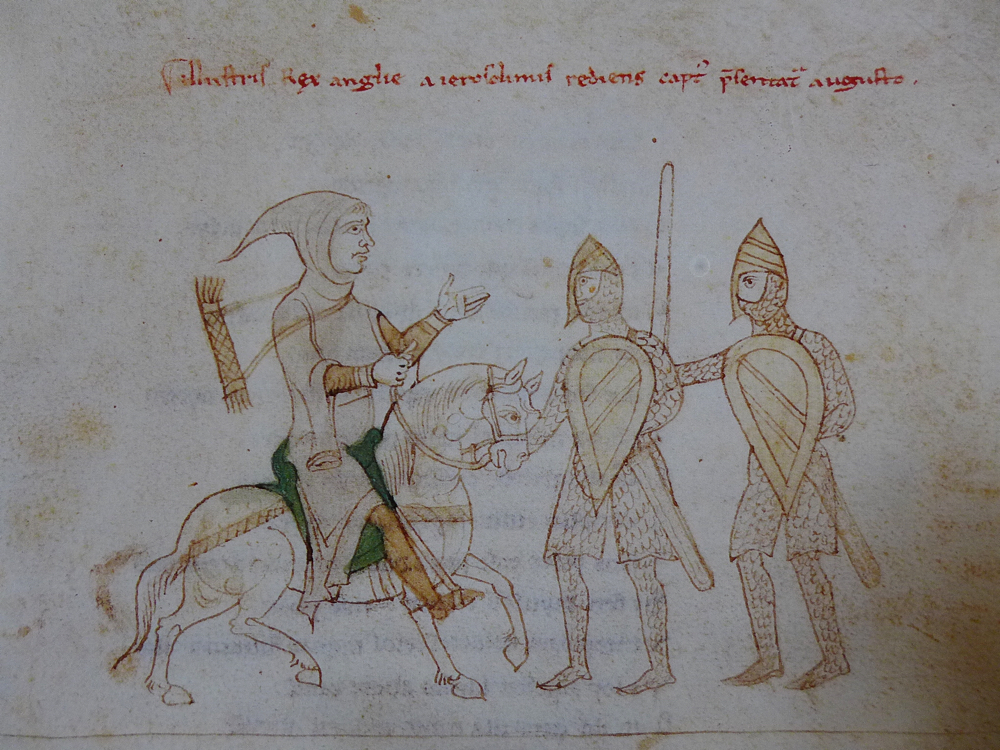
De gevangenneming van Richard Leeuwenhart
Minamoto no Yoritomo

## Geboren
- 17 september - Minamoto no Sanetomo, Japans staatsman, shogun (1203-1219)
- Anna van Bourgondië, Frans edelvrouw
- Maria, koningin van Jeruzalem (1205-1212)
- George IV Lasja, koning van Georgië (1213-1223) (jaartal bij benadering)
- Johannes III Doukas Vatatzes, keizer van Nicea (1222-1254) (jaartal bij benadering)
- Juliana van Cornillon, Luiks priorin en kluizenares (jaartal bij benadering)
- Stefan Radoslav, koning van Servië (1227-1234) (jaartal bij benadering)

## Overleden
- 26 april - Go-Shirakawa (64), keizer (1155-1158) en insei-keizer (1158-1192) van Japan
- 28 april - Koenraad van Monferrato (~47), koning van Jeruzalem (1190/1192-1192) (vermoord)
- 8 mei - Ottokar IV (~28), markgraaf en hertog van Stiermarken (1164/1180-1192)
- 25 augustus - Hugo III (~44), hertog van Bourgondië (1162-1192)
- 24 november - Albert van Leuven (~26), prins-bisschop van Luik (1191-1192) (vermoord) (vermoedelijke datum)
- Dampa Desheg (~70), Tibetaans kloosterstichter
- Garnier van Nabluz, grootmeester van de Orde van Sint-Jan van Jeruzalem
- Hermangard d'Asp, grootmeester van de Orde van Sint-Jan van Jeruzalem
- Prithviraj Chauhan, sultan van Ajmer
- Nyangral Nyima Öser (~68), Tibetaans geestelijke (vermoedelijke jaartal)
- Humfred IV van Toron, Jeruzalems edelman (jaartal bij benadering)
- Wenceslaus II van Bohemen, hertog van Bohemen (1191-1192) (jaartal bij benadering)